# 奇尼克
15°2′28″N 91°1′37″W / 15.04111°N 91.02694°W
奇尼克（西班牙語：Chinique），是危地馬拉的城鎮，位於該國中西部，由基切省負責管轄，面積64平方公里，海拔高度1,897米，2002年人口8,009，人口密度每平方公里125.14人。